# Circuit magnétique
Un circuit magnétique est un circuit généralement réalisé en matériau ferromagnétique au travers duquel circule un flux de champ magnétique.
Le champ magnétique est généralement créé soit par des enroulements enserrant le circuit magnétique et traversés par des courants, soit par des aimants contenus dans le circuit magnétique.
Lorsque plusieurs circuits électriques sont bobinés autour d'un même circuit magnétique, ils constituent des circuits magnétiquement couplés.

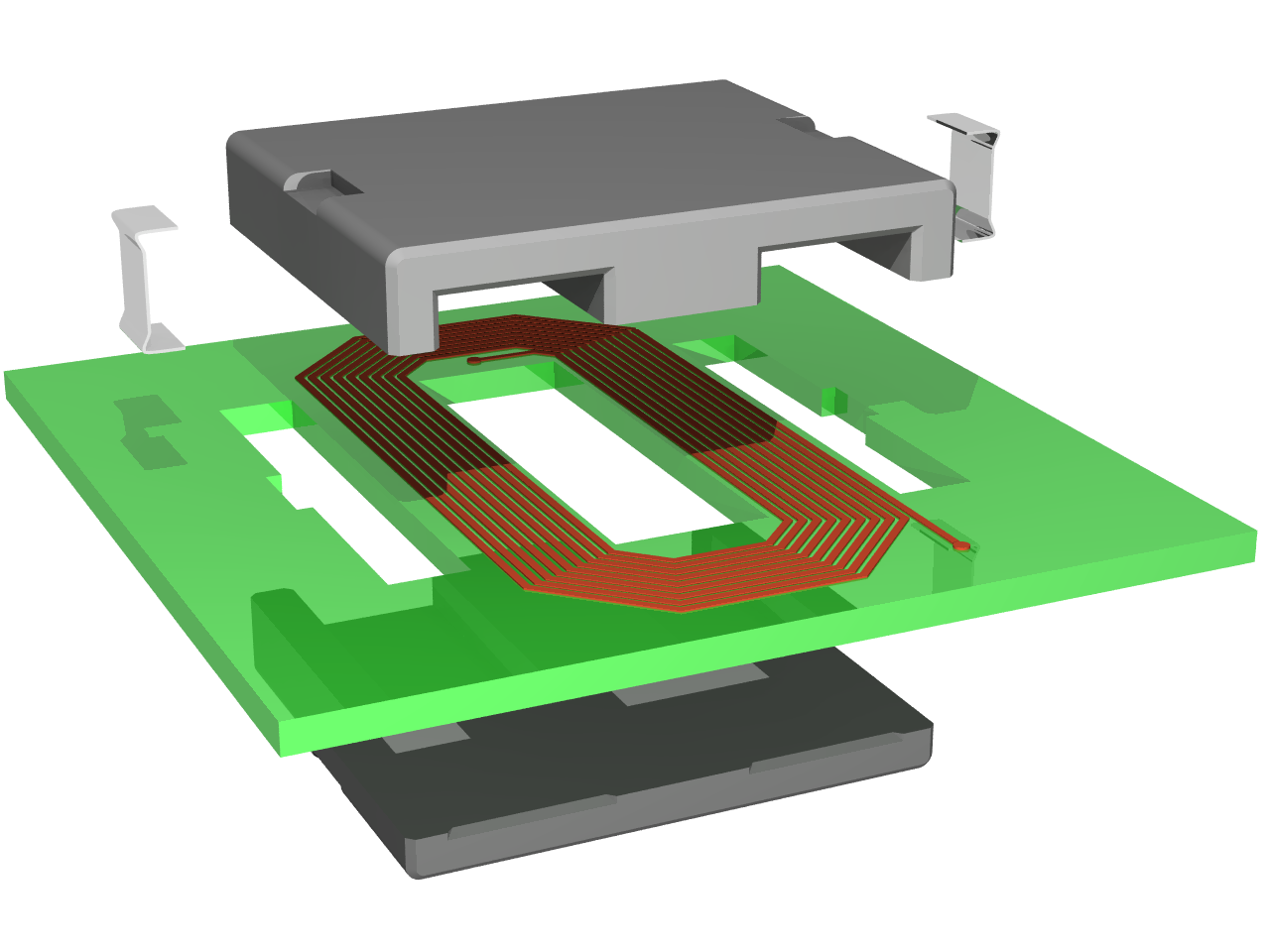
Vue éclatée d'une bobine plane.

## Constitution, fabrication
Il est constitué d'un assemblage de pièces en matériaux ferromagnétiques. Il peut comprendre un entrefer : petit espace d'air dans le circuit.
Cet entrefer peut être :
- structurel : c'est le cas dans les machines tournantes où le rotor est séparé du stator par un entrefer que l'on souhaite le plus petit possible ;
- intentionnel : permet d'éviter la saturation du circuit magnétique et confère une plus grande linéarité à l'inductance ainsi créée.

### Circuit magnétique soumis à un champ magnétique permanent
Si le champ magnétique est constant au cours du temps, les pertes magnétiques : pertes par courants de Foucault et pertes par hystérésis sont inexistantes. Le circuit magnétique est donc souvent constitué de fer doux massif ou d'acier coulé : matériaux et modes de fabrication les plus économiques.

### Circuit magnétique soumis à un champ magnétique périodique de fréquence faible
Il est nécessaire dans ce cas de limiter les pertes magnétiques.
- Les pertes par hystérésis sont limitées par l'utilisation de matériaux à cycle étroit.
- Les pertes par courants de Foucault sont limitées par un feuilletage du circuit magnétique : En remplacement d'une pièce massive, on procède à un empilage de tôles isolées les unes des autres. L'isolation a pour but d'empêcher la circulation de courants d'une plaque à l'autre.

### Circuit magnétique soumis à un champ magnétique périodique haute fréquence
Les pertes par courants de Foucault augmentent en fonction du carré de la fréquence. Les circuits magnétiques utilisés en haute fréquence doivent être réalisés à l'aide de matériaux ferromagnétiques isolants.
- Les ferrites sont des oxydes mixtes de fer(III) et d'autres métaux M divalents (M peut être également le fer. Dans ce cas le ferrite obtenu s'appelle la magnétite). Les plus utilisés pour la constitution de circuits magnétiques sont les ferrites à base de zinc (Zn) et/ou de manganèse (Mn).
- Les matériaux nanocristallins sont des agglomérats de cristaux dont la taille est de l'ordre de la dizaine de nanomètres, noyés dans une phase amorphe. Ils sont constitués de fer, d'autres métaux (cuivre, niobium) et de métalloïdes (carbone, silicium, bore). Leurs excitations coercitives étant très faibles, de l'ordre de l'A/m, ils présentent un cycle d'hystérésis très étroit.

## Analogie d'Hopkinson

### Principes
Cette analogie consiste à faire un parallèle entre les circuits électriques et les circuits magnétiques.

Circuit magnétique

| Circuits électriques                                                     | Circuits magnétiques                                                                                           |
| ------------------------------------------------------------------------ | --- |
| Intensité du courant électrique {\displaystyle I\,}                      | Flux du champ magnétique dans le circuit {\displaystyle \varphi \,}                                            |
| Résistance {\displaystyle R\,}                                           | Réluctance {\displaystyle {\mathcal {R}}\,}                                                                    |
| Permittivité {\displaystyle \epsilon \,}                                 | Perméabilité {\displaystyle \mu \,}                                                                            |
| Force électromotrice {\displaystyle E\,}                                 | Force magnétomotrice {\displaystyle {\mathcal {F}}\,} ou {\displaystyle \sum nI\,}                             |
| Loi de Pouillet {\displaystyle \sum _{i}E_{i}=\sum _{i}(R_{i}\cdot I)\,} | Formule de Hopkinson {\displaystyle \sum _{i}{\mathcal {F}}_{i}=\sum _{i}({\mathcal {R}}_{i}\cdot \varphi )\,} |

## Réluctanced'un circuit magnétique

### Réluctance d'un circuit magnétique homogène
Pour un circuit magnétique homogène, c’est-à-dire constitué d'un seul matériau et de section homogène, il existe une relation permettant de calculer sa réluctance en fonction du matériau qui le constitue et de ses dimensions :
{\displaystyle {\mathcal {R}}={\frac {1}{\mu }}\cdot {\frac {l}{S}}\,} en H−1
- {\displaystyle \mu \,} étant la perméabilité magnétique en kg m A−2 s−2,
- {\displaystyle l\,} la longueur en mètres,
- {\displaystyle S\,} la section en m2.

### Réluctance équivalente d'un entrefer
La réluctance d'un entrefer de faible épaisseur est donnée par
{\displaystyle {\mathcal {R}}={\frac {e}{\mu _{0}\cdot S}}\,} , avec :
- {\displaystyle e\,} épaisseur de l'entrefer,
- {\displaystyle \mu _{0}\,} perméabilité du vide
- {\displaystyle S\,} section de l'entrefer

Si l'épaisseur de l'entrefer est grande, il n'est plus possible de considérer que les lignes de champ magnétique restent perpendiculaires à l'entrefer. On doit alors tenir compte de l'épanouissement du champ magnétique c'est-à-dire considérer que la section S est plus grande que celle des pièces métalliques de part et d'autre de l'entrefer.

### Réluctance d'un circuit hétérogène
Les lois d'association des réluctances permettent de calculer celle d'un circuit magnétique de forme complexe ou composé de matériaux aux caractéristiques magnétiques différentes. On décompose ce circuit en tronçons homogènes, c'est-à-dire de même section et constitué du même matériau.
- Association en série : Lorsque deux tronçons homogènes ayant respectivement pour réluctance {\displaystyle {\mathcal {R}}_{1}} et {\displaystyle {\mathcal {R}}_{2}} se succèdent, la réluctance de l'ensemble est {\displaystyle {\mathcal {R}}_{eq.serie}={\mathcal {R}}_{1}+{\mathcal {R}}_{2}}

- Association en parallèle : Lorsque deux tronçons homogènes ayant respectivement pour réluctance {\displaystyle {\mathcal {R}}_{1}} et {\displaystyle {\mathcal {R}}_{2}} sont placés côte à côte, la réluctance de l'ensemble est {\displaystyle {\mathcal {R}}_{eq.//}} telle que {\displaystyle {\frac {1}{{\mathcal {R}}_{eq.//}}}={\frac {1}{{\mathcal {R}}_{1}}}+{\frac {1}{{\mathcal {R}}_{2}}}}, soit encore {\displaystyle {\mathcal {R}}_{eq.//}={\frac {{\mathcal {R}}_{1}.{\mathcal {R}}_{2}}{{\mathcal {R}}_{1}+{\mathcal {R}}_{2}}}}.

À l'aide de ces lois on peut calculer la réluctance du circuit magnétique complexe dans son intégralité.